# Mustafa Abu l-Yazid
Mustafa Ahmad Muhammad Uthman Abu l-Yazid (arabisch مصطفى أحمد محمد عثمان أبو اليزيد, DMG Muṣṭafā Aḥmad Muḥammad ʿUṯmān Abū l-Yazīd; häufig als Abu al-Yazid wiedergegeben) auch Sheik Saeed auch Saeed al-Masri (سعيد المصري, DMG Saʿīd al-maṣrī; * Dezember 1955 in Ägypten; † 22. Mai 2010 nahe Miranshah in Wasiristan) war ein ägyptischer Terrorist und hochrangiger Anführer der Organisation Al-Qaida.

## Leben
Yazid wurde 1981 in Ägypten wegen Verwicklungen in das Attentat auf Präsident Anwar as-Sadat für drei Jahre gemeinsam mit Aiman az-Zawahiri inhaftiert. Nach der Entlassung schloss er sich den arabischen Kämpfern in Afghanistan an und folgte von dort Osama bin Laden nach der Operation Desert Storm 1991 in den Sudan. Abu l-Yazid galt als enger Vertrauter bin Ladens und später auch des Taliban-Führers Mullah Omar. Er gehörte zu den Gründungsmitgliedern von Al-Qaida und wurde bei der Rückkehr nach Afghanistan 1996 Finanzchef der Gruppe. In dieser Funktion soll er zur Durchführung der Terroranschläge vom 11. September 2001 in New York beigetragen haben, obwohl er in Bezug auf die Anschläge nicht mit bin Laden übereinstimmte.
Abu l-Yazid wurde am 26. Mai 2007 auf der Webseite einer dschihadistischen Organisation offiziell als Anführer der Al-Qaida Operationen in Afghanistan vorgestellt und verbreitete in den folgenden Jahren zahlreiche Videobotschaften im Namen des Netzwerkes. Im Juni 2009 gab er einem Reporter des Fernsehsenders Al Jazeera ein Interview, in dem er unter anderem verkündete, Al-Qaida werde auch pakistanische Atomwaffen gegen die USA einsetzen, wenn man Kontrolle darüber erlangen könne. Knapp drei Jahre nach seiner Ernennung wurde Abu l-Yazid bei einem Drohnenangriff durch die US-amerikanischen Streitkräfte gemeinsam mit seiner Frau, drei Töchtern, einem Enkelkind und weiteren Personen getötet. Zu seinem Nachfolger wurde kurze Zeit später sein ägyptischer Landsmann Scheikh Fateh al-Masri ernannt.